# Wasil Gogua
Wasil Gogua (ur. 1908 we wsi Ldurukweti, zm. 25 maja 1967) – radziecki i gruziński polityk, przewodniczący Prezydium Rady Najwyższej Gruzińskiej SRR w latach 1948–1952.
Od 1927 członek WKP(b), 1932 ukończył Gruziński Instytut Industrialny, pracował jako inżynier przy budowie elektrowni, później w przemyśle lekkim. Dyrektor cementowni. W latach 1938–1942 ludowy komisarz gospodarki komunalnej Gruzińskiej SRR, 1942–1946 sekretarz komitetu rejonowego Komunistycznej Partii (bolszewików) Gruzji w Tkibuli, 1946 zastępca sekretarza KC KP(b)G ds. przemysłu paliwowo-energetycznego, 1946-1947 II sekretarz komitetu miejskiego KP(b)G w Tbilisi. Od 26 marca 1947 do 26 marca 1948 przewodniczący Rady Najwyższej Gruzińskiej SRR, od 26 marca 1948 do 4 czerwca 1952 przewodniczący Prezydium Rady Najwyższej Gruzińskiej SRR. Deputowany do Rady Najwyższej ZSRR 3 kadencji. Odznaczony Orderem Lenina i Orderem Czerwonego Sztandaru Pracy.